# الوصفة السحرية (مسلسل)
الوصفة السحرية مسلسل تلفزيوني مصري درامي.

## نبذة عن المسلسل
تعاني عدة زوجات من المشاكل والخلافات مع أزواجهن، ثم يعثرن على كتاب عن العلاقات الزوجية يعكس محتواه ما يدور في الواقع بشكل مطابق، فيتخذن على إثره قرارات تقلب حياتهن رأساً على عقب، كما تؤثر هذه القرارات على جميع من حولهن.

## الممثلون
- شيري عادل
- إسلام جمال
- هيدي كرم
- بسمة داود
- كارولين عزمي
- عمر الشناوي
- محمد أبو داوود
- هالة فاخر
- سلوى محمد علي
- أسامة عبد الله
- سلوى عثمان
- عماد رشاد
- رانيا منصور
- شروق إبراهيم
- محسن صبري
- لقاء سويدان
- حسن محسن
- ملك ياسر
- وليد عبد الغني
- يمنى مجدي
- ندى أكرم
- مايكل تادرس
- أحمد شاهين
- شريف البردويلي